# MycoBank
MycoBank es una base de datos en línea, documentando los nuevos nombres científicos micológicos, y combinaciones, posteriormente desarrolladas con descripciones e ilustraciones.
Cada novedad, después de ser analizada por expertos en nomenclatura, y encontradas su indexación de acuerdo con el ICN (International Code of Nomenclature for algae, fungi, and plants, en español 'Código Internacional de Nomenclatura para algas, hongos y plantas', antes conocido como International Code of Botanical Nomenclature o, por sus siglas ICBN, en español 'Código Internacional de Nomenclatura Botánica'), se le otorga un único "Número MycoBank", antes de oficializar el nuevo nombre que es validado con su publicación formal. Este número puede ser citado por el autor de la cita, en la publicación donde el nuevo nombre está siendo presentado. Solo después, este único número se hace público en la "Base de Datos".
Con este sistema se ayuda a resolver el problema de conocer cuales nombres han sido validados por publicarse y en que año.
MycoBank está enlazado con otras importantes bases de datos micológicos como el Index Fungorum, Life Science Identifiers, Global Biodiversity Information Facility (GBIF) y otras fuentes de datos.